# Ефремово (Лежневский район)
 Ефремово — деревня в Лежневском районе Ивановской области. Входит в состав Шилыковского сельского поселения.

## География
Находится в юго-западной части Ивановской области на расстоянии приблизительно 12 км на север-северо-запад по прямой от районного центра поселка Лежнево на левобережье реки Ухтохма.

## История
В 1859 году здесь (тогда деревня Шуйского уезда Владимирской губернии) было учтено 18 дворов, в 1902 — 17.

## Население
Постоянное население составляло 87 человек (1859 год), 56 (1902), 6 в 2002 году (русские 100 %), 18 в 2010.